# Lisa Martino
Pour les articles homonymes, voir Martino.
Lisa Martino, née le 2 août 1974, est une actrice française.
Elle est notamment connue pour son rôle dans la série télévisée PJ Police Judiciaire.

## Biographie
Lisa Martino est une comédienne franco-suédoise qui a fait ses débuts comme danseuse à l'opéra de Paris. Elle débute à la télévision en 1992 dans le feuilleton Léo et Léa. 
Elle a joué dans de nombreux téléfilms, dont L'Affaire Kergalen (2001), de Laurent Jaoui, ainsi que dans la saga de l'été 2003 sur France 2 : Un été de canicule auprès de Charlotte de Turckheim.
Son rôle le plus connu est certainement celui du lieutenant Marie Lopez, la compagne du capitaine Vincent Fournier (Bruno Wolkowitch), dans les 4 premières saisons (épisodes 1 à 30 inclus) de la série PJ (Police judiciaire).
Lisa Martino démarre au théâtre à l’Odéon dans la pièce Léonce et Léna mise en scène par André Engel.
Elle joue ensuite aux côtés de Michel Piccoli, Gérard Desarthe dans Le Roi Lear aux ateliers Berthier et avec Michel Bouquet dans Le roi se meurt durant trois ans.
Elle est également à la production de spectacles de danse au festival danse Théâtre de Paris, comme ceux du Kibbutz Ballet ou la MasterClass de Laurent Hilaire et d’Eleonora Abbagnato.
Elle fait aussi venir quinze danseurs du New York City Ballet ainsi que quinze danseurs de l’Opéra de Paris pour une série de spectacles sur la scène du Théâtre de Paris.

### Vie privée
Elle est la fille de Bernard Martino, réalisateur de Le bébé est une personne, et elle est la mère de deux enfants.

## Filmographie

### Cinéma
- 1994 : Pourquoi maman est dans mon lit ?, de Patrick Malakian : Cathy
- 2001 : Le Soleil au-dessus des nuages, d'Éric Le Roch : Mado
- 2002 : Irène d'Ivan Calbérac : Ève, la femme de François
- 2004 : Avant qu'il ne soit trop tard, de Laurent Dussaux : Marie
- 2012 : Quand je serai petit, de Jean-Paul Rouve : Jacqueline, la mère du jeune Mathias

### Télévision
- 1992 : Léo et Léa (feuilleton) : Zoé
- 1995 : Julie Lescaut, épisode 6 saison 4, Bizutage d'Alain Bonnot : Aurore
- 1996 : Le Rêve d'Esther de Jacques Otmezguine (téléfilm) : Sarah à 18 ans
- 1997-2000 et 2006 : PJ (série) - 28 épisodes : Lieutenant Marie Lopez
  - 1997-2000 : 27 épisodes
  - 2006 : épisode : À titre posthume
- 1998 : Meurtres sans risque de Christiane Spiero  (téléfilm) : Nathalie
- 1999 : Le Frère Irlandais de Robin Davis  (téléfilm) : Delphine Billard
- 2001 : L'Affaire Kergalen de Laurent Jaoui  (téléfilm) : Marine
- 2002 : La Croix du Fau de Michel Favart  (téléfilm) : Sylvia
- 2002 : Mortes de préférence de Jean-Luc Breitenstein : Eva
- 2003 : Un été de canicule (feuilleton) : Sophie
- 2004 : Menteur, menteuse! de Henri Helman  (téléfilm) : Isabelle
- 2004 : Alice Nevers: Le juge est une femme - épisode : Les risques du métier de Patrick Poubel - Ghislaine
- 2011 : Joséphine, ange gardien - épisode 60 : Une prof de Patrick Volson : Isabelle Bordes
- 2012 : Section de recherches - épisode : À corps perdu de Éric Le Roux - Chantal Vianet
- 2012 : Chambre 327 de Benoît d'Aubert (mini-série) : Isabelle Marsac
- 2014 : Ainsi soient-ils (saison 2 ép. 2) : Carole Wagon
- 2016 : Camping Paradis - épisode : Camping Paradis (saison 7, épisode 6) : Blandine Pariseau de Cabassole
- 2017 : Commissaire Magellan (épisode "Saignac circus") : Astrid
- 2018 : Joséphine, ange gardien - épisode 91 : Un Noël recomposé de Philippe Proteau : Florence

## Théâtre
- 1993 : En attendant les bœufs de Christian Dob, mise en scène Gérard Caillaud, Théâtre des Mathurins
- 2001 : Léonce et Léna de Georg Büchner, mise en scène André Engel, Odéon-Théâtre de l'Europe
- 2003 : Le jugement dernier (atelier Berthier) metteur en scène (Andre Engel)
- 2006 : Le Roi Lear de William Shakespeare, metteur en scène André Engel, Théâtre de l'Odéon
- 2008 : "La tour" theatre de Gennevilliers metteur en scène Gerard watkins
- 2008 : L'un dans l'autre (theatre de paris) mise en scène José Paul
- 2009 : Le jour des meurtres dans l'histoire d'hamlet de Bernard-Marie Koltès (theatre de la Bastille) metteur en scène Thierry de Perreti
- 2009 : Sans mentir de Xavier Daugreilh  , mise en scène José Paul et Stéphane Cottin
- 2012 : Le roi se meurt de Ionesco, mise en scène Georges Werler au Théâtre des nouveautés, aux côtés de Michel Bouquet. Rôle de Marie. Reprise au Théâtre Hebertot puis au Théâtre de Paris .
- 2014 : Des gens intelligents de Marc Fayet, mise en scène José Paul, Théâtre de Paris Molière 2015 de la meilleure comédie.
- 2016 : Mange ! de Bénédicte Fossey et Eric Romand, mise en scène Pierre Cassignard, Théâtre Tête d'Or
- 2017 : Comme à la maison de Bénédicte Fossey et Eric Romand, mise en scène Pierre Cassignard, Théâtre de Paris
- 2019 : Localement agité d'Arnaud Bedouët, mise en scène Hervé Icovic, théâtre de Paris (salle Réjane)
- 2019 : Jacques et son maître de Milan Kundera, mise en scène Nicolas Briançon, Festival d'Anjou
- 2019 : N'écoutez pas, mesdames ! de Sacha Guitry, mise en scène Nicolas Briançon, Théâtre de la Michodière
- 2021 : Jacques et son maître de Milan Kundera, mise en scène Nicolas Briançon, théâtre Montparnasse
- 2022 : Le Journal d'une femme de chambre d'Octave Mirbeau, mise en scène Nicolas Briançon, théâtre de la Huchette
- 2023 : Le Journal d'une femme de chambre d'Octave Mirbeau, mise en scène Nicolas Briançon, théâtre de Poche
- 2023 : Femmes en colère de Mathieu Menegaux et Pierre-Alain Leleu, mise en scène Stéphane Hillel, La Pépinière-Théâtre
- 2024 : Le Journal d'une femme de chambre d'Octave Mirbeau, mise en scène Nicolas Briançon, Festival off d'Avignon théâtre du Chêne noir

## Doublage

### Cinéma

#### Films
- 2006 : Le vent se lève - Sinead (Orla Fitzgerald)
- 2006 : The Fountain - Isabelle et Izzi Creo (Rachel Weisz)
- 2007 : Rendez-vous à Brick Lane - Nazneen Ahmed (Tannishtha Chatterjee)
- 2007 : Chambre 1408 - Lily Enslin (Mary McCormack)
- 2010 : Be Bad! - Lacey (Ari Graynor)
- 2011 : Les Trois Mousquetaires - la reine Anne d'Autriche (Juno Temple)
- 2012 : Bel-Ami - Clotilde de Marelle (Christina Ricci)
- 2013 : The Grandmaster - Gong Er (Zhang Ziyi)
- 2013 : Inside Llewyn Davis - Joy (Jeanine Serralles)
- 2013 : Tel père, tel fils - Midori Nonomiya (Machiko Ono)
- 2013 : L'Extravagant Voyage du jeune et prodigieux T. S. Spivet - Dr. Clair, la mère (Helena Bonham Carter)
- 2014 : Black Coal - Wu Zhizhen (Kwai Lun-Mei)
- 2014 : If You Love Me... - Maureen (Lisa McCune)

### Télévision

#### Téléfilm
- 2018 : Sauver une vie pour Noël : Heather Krueger (Aimee Teegarden)

#### Série télévisée
- 2021 : Clarice : Dr Renee Li (Grace Lynn Kung) (4 épisodes)